# Románia kultúrája
Románia kultúrájának jellegzetességei sajátos földrajztudományi helyzetének és történelmi fejlődésének tudhatók be. Alapvetően az határozza meg, hogy az ország három nagy régió találkozópontján terül el: Közép-Európa, Kelet-Európa és Délkelet-Európa, de egyikükhöz sem tartozik teljesen. Az is rányomja bélyegét a román kultúrára, hogy az újlatinság és az ortodox kereszténység egyedülálló ötvözetét képezi.
Már a középkor óta úgy keleti, mint nyugati hatások érték a román kultúrát. Az első fontos hatások a Kárpátok és a Duna alsó szakaszának régiójába érkező szlávoktól jöttek, és a belőlük kialakult szomszédos népektől: bolgárok, szerbek, ukránok, lengyelek, oroszok. Ugyanakkor a magyarok és az Erdélybe letelepült szászok is hatottak rá.
A történelmi körülmények úgy hozták, hogy sokáig román nyelven csak fejlett népi kultúra, főleg falusi folklór létezett. Ez a 18. század felé fejlődni kezdődő román nyelvű nem népi kultúra gyökereit képezte, mely jelentős nyugat-európai hatás alatt bontakozott ki.

## Folklór, zene, tánc

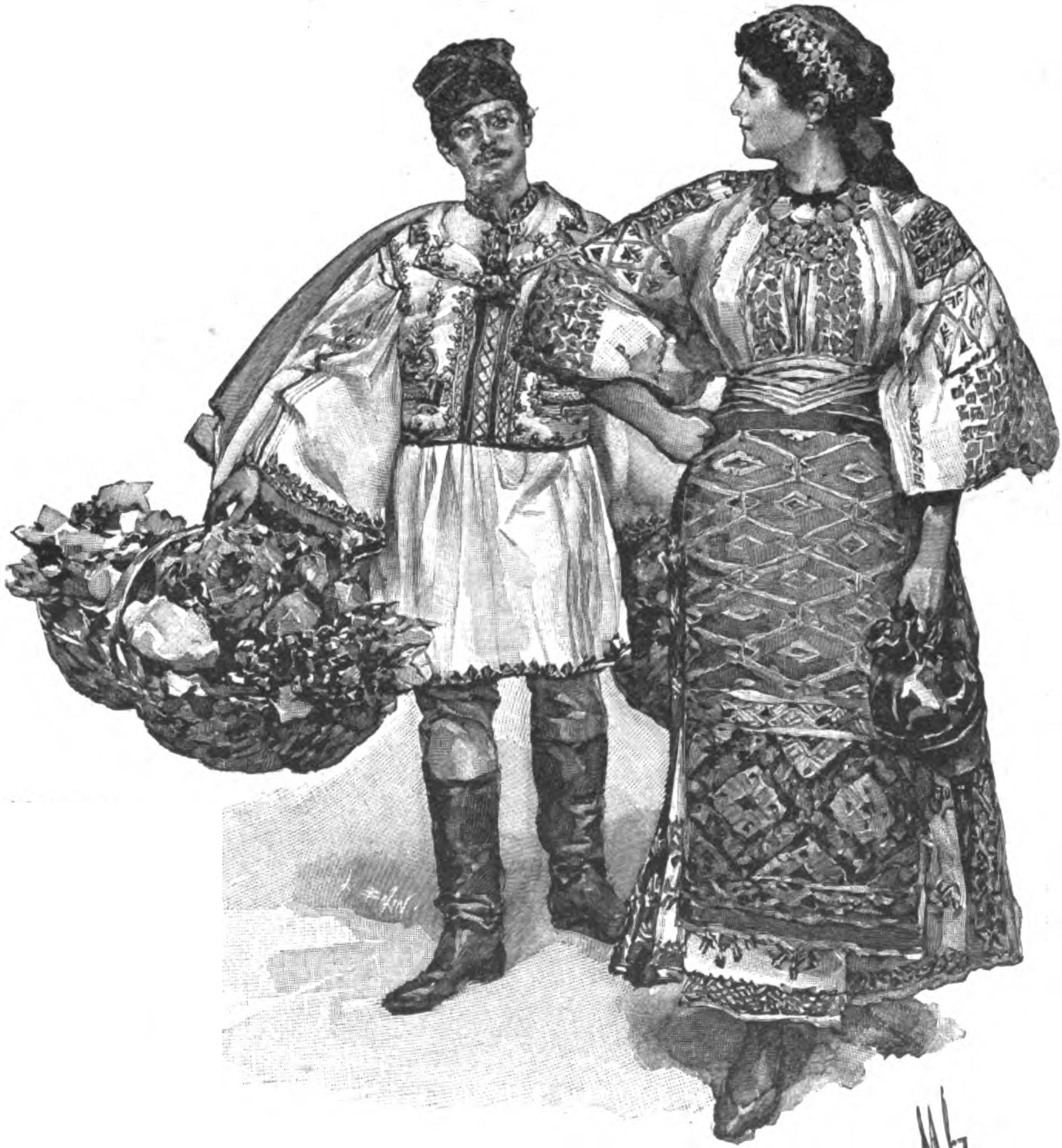
Dél-romániai, 19. századvégi népviselet

A román folklór két nagy kategóriára oszlik: a paraszti vagy falusi folklór és a városi folklór. Mivel a román lakosú városok viszonylag későn alakultak ki, és lakosaik többnyire falusi környezetből kerültek oda, a városi folklórt meglehetősen erős szálak fűzik a falusihoz.
A román folklórban vannak egyes régi, balkáni és római elemek, de ezekre rárakódtak több más néptől átvettek is. A román folklór ezek szintézise, eredetisége abban nyilvánulva meg, ahogyan ezen elemekből válogat, és ahogyan összeötvözi őket.
A folklórnak nagy jelentősége van a román kultúrában, főleg a művelt szépirodalom kibontakozásában. Ez csak a 18. században, tehát az újkorban kezdett kialakulni, ezért esetében a folklór ugyanúgy szolgált alapul, mint más irodalmak esetében az újkorig létező művelt irodalom, ezért a román művelt irodalmat mélyen áthatja a népi alkotás szelleme.
Az utóbbi évtizedekben a zenében divatba jött a manea (többes számban manele). Már régebben is fúziós műfaj volt, összeötvözve keleti (török, arab, indiai) és balkáni (görög, szerb) zenei elemeket a roma és a román zenei folklór elemeivel. Mára sztárjai jelentek meg ennek a műfajnak, roma énekesek, akik mindenféle nyugati zenék elemeit is hozzáadják.

### Népi építészet
Egyre ritkábban ugyan, de találhatók még egyes vidékeken, mint Máramaros, a Mócvidék, a Duna-delta és Bukovina, román hagyományos parasztházak. Más vidékekről származók már csak falumúzeumokban vannak. A népi építészethez tartoznak a zsindellyel fedett, keskeny és hegyes tornyú fatemplomok is, melyekből Máramarosban lehet látni a legtöbbet. Ezek közül nyolcat felvettek az UNESCO Világörökségi Helyszínek Listájára.
- Székelyföld építészete
- Kalotaszeg népi építészete
- Máramaros fatemplomai

### Irodalom, komolyzene, film, építészet

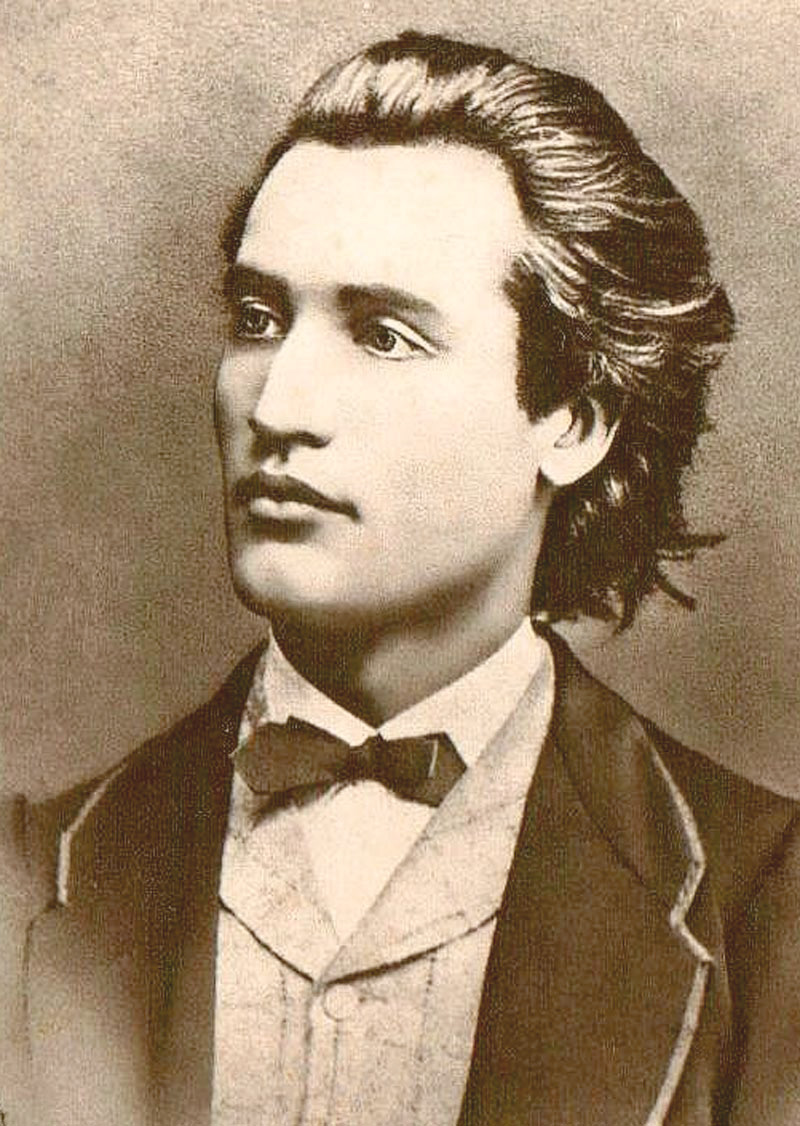
Mihai Eminescu, a legismertebb román költő

## A nemzeti és etnikai kisebbségek kultúrája

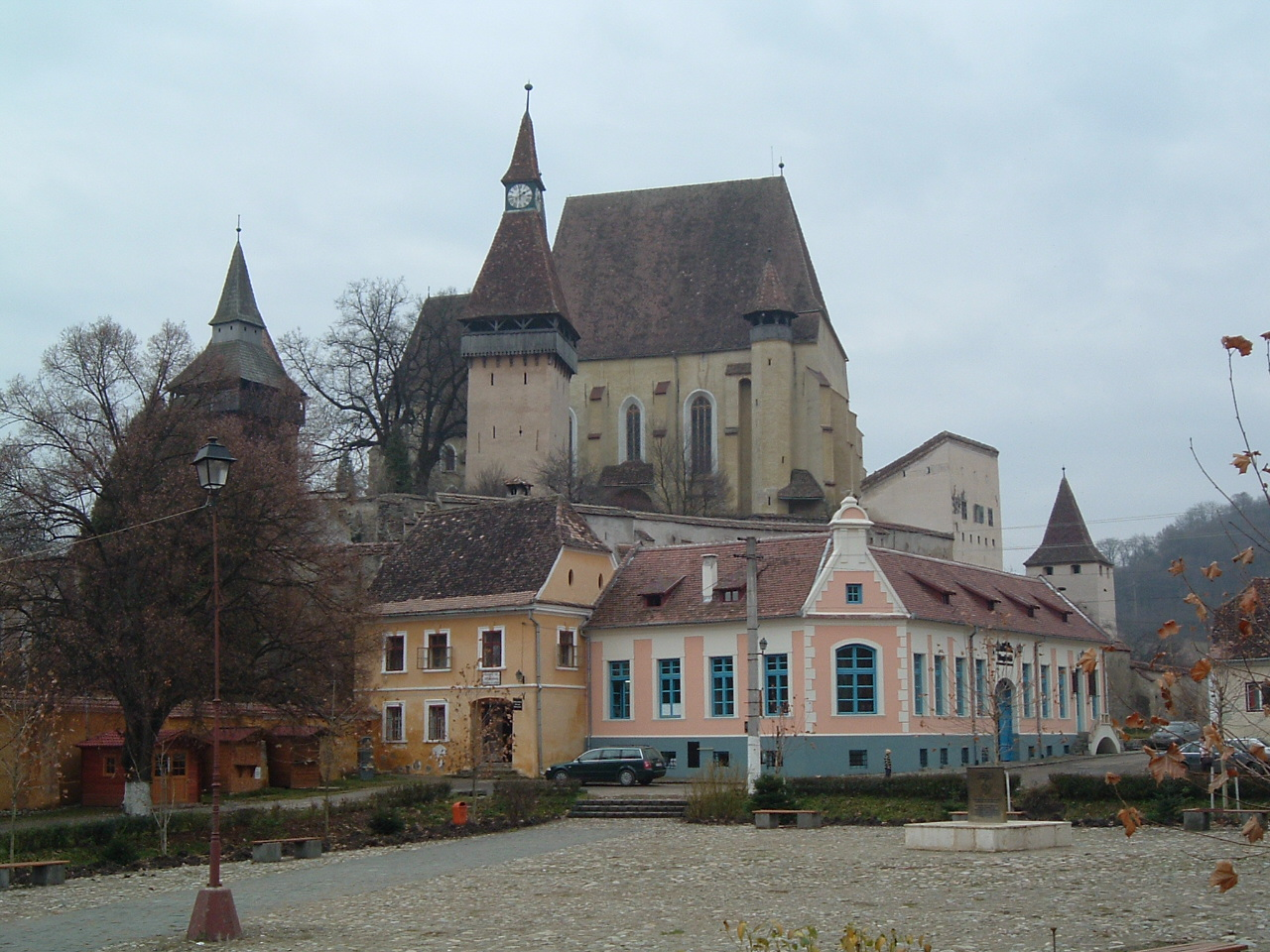
Berethalom, egyike Erdély erődtemplomos falvainak

## Kulturális intézmények

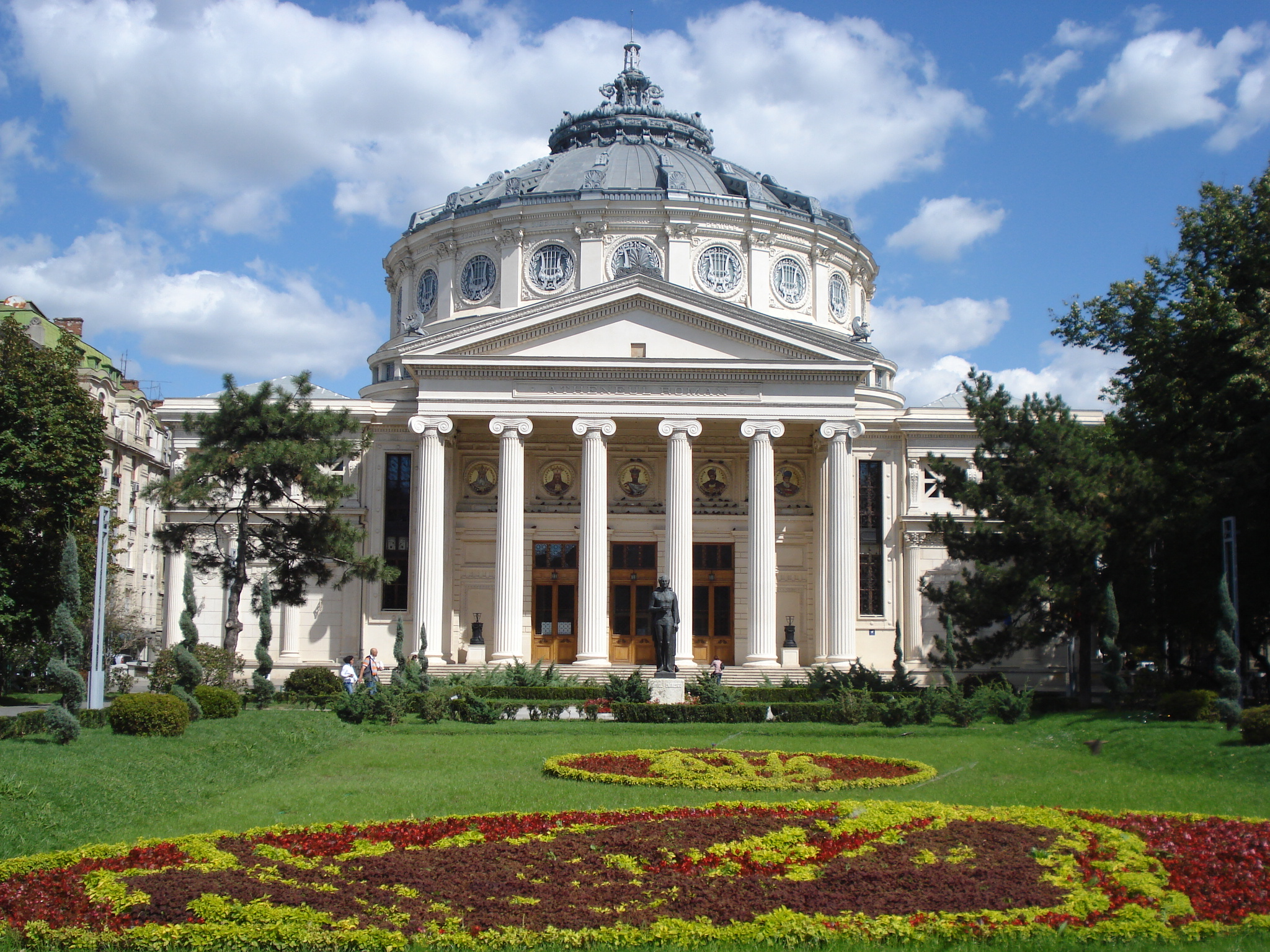
A Román Atheneum, a George Enescu Filharmónia otthona

## Gasztronómia

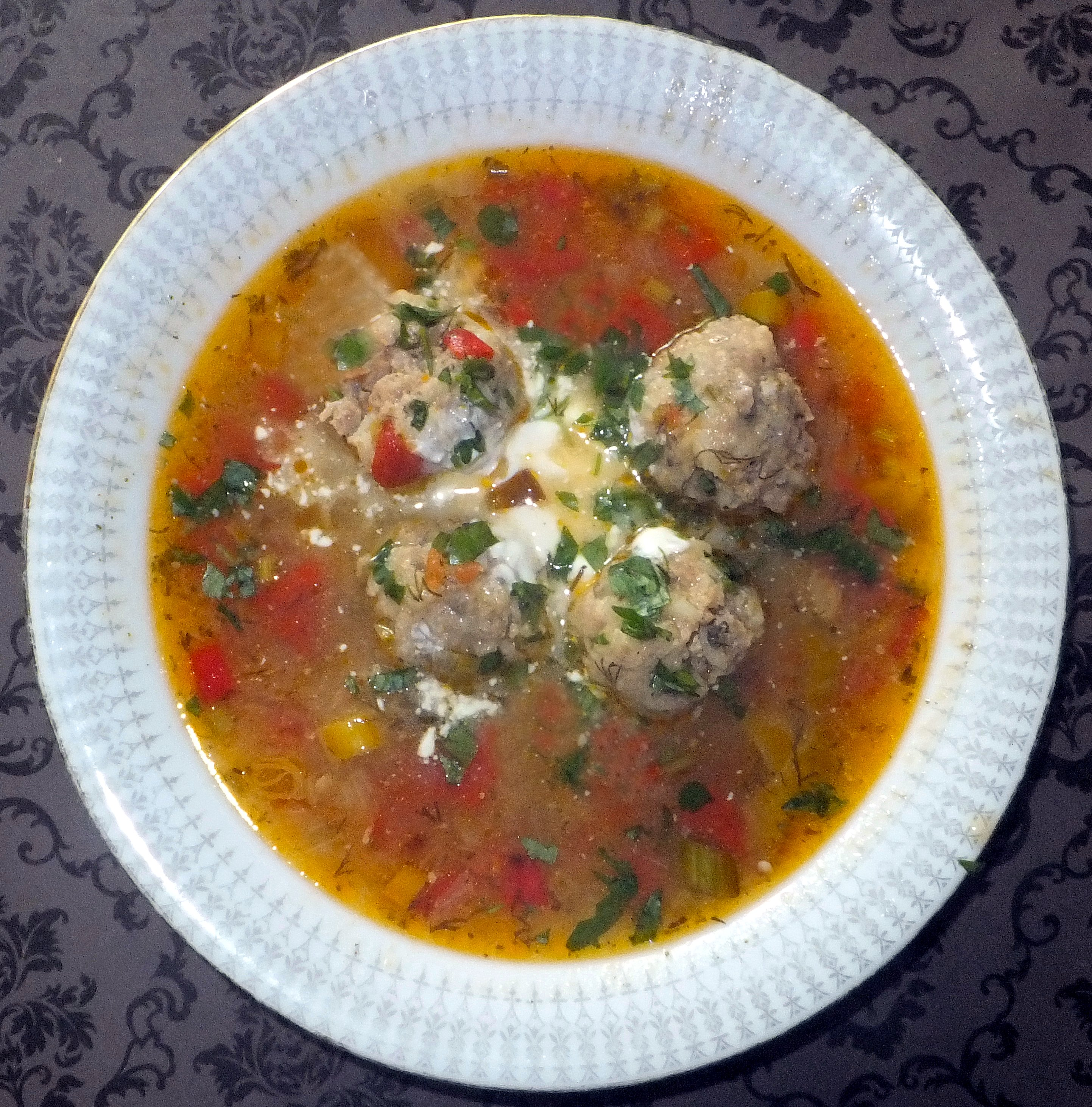
Húsgombócos csorba

## Művészet